# گنادی استرکالوف
گنادی استرکالوف (به انگلیسی: Gennadi Strekalov) فضانورد اهل اتحاد شوروی است که در ۲۶ اکتبر ۱۹۴۰ در میتیشچی زاده شد. وی در مأموریت سایوز تی-۳، سایوز تی-۸، سایوز تی-۱۰-۱، سایوز تی-۱۱، سایوز تی‌ام-۱۰، سایوز تی‌ام-۲۱، اس‌تی‌اس-۷۱ حضور داشته است.